# Набокино
Набокино — посёлок в Старооскольском районе Белгородской области России. Входит в состав Федосеевской сельской территории.

## История
В 1968 г. указом президиума ВС РСФСР поселок плодопитомника переименован в Набокино.

## Население
| 2002 | 2010 |
| ---- | ---- |
| 112  | ↗135 |